# Jacques Tourneur
Jacques Tourneur   (12è districte de París, 12 de novembre de 1904 - Brageirac, 19 de desembre de 1977) fou un director de cinema estatunidenc d'origen francès.

## Biografia
Nascut a París, França, Tourneur era fill de Fernande Petit i del director de cinema Maurice Tourneur. Als 10 anys, Jacques es va traslladar als Estats Units amb el seu pare. Va començar una carrera al cinema mentre anava a l'institut com a extra i més tard com a guionista en diverses pel·lícules mudes. Tant Maurice com Jacques van tornar a França després que el seu pare treballés a la pel·lícula The Mysterious Island el 1925.
Va iniciar la seva trajectòria cinematogràfica als anys 20, va començar a treballar com a editor i assistent de direcció. Va debutar com a director a la pel·lícula francesa Tout ça ne va pas l'amour el 1931. A principis de la dècada següent, va debutar com a director de curts i va realitzar algun llargmetratge sense gaire interès. A mitjan anys trenta però, es trasllada a Hollywood i, a més de treballar d'assistent de director en l'obra mestra de Jack Conway A Tale of Two Cities (1935), va començar a rodar (amb el pseudònim de Jack Tourneur) les seves primeres cintes, generalment curts, amb capital americà.
Tourneur va tornar a Hollywood el 1934 on va tenir un contracte amb Metro-Goldwyn-Mayer. Mentre treballava com a director de segona unitat a la pel·lícula A Tale of Two Cities va conèixer el productor de cinema Val Lewton. Tourneur va fer el seu debut com a director a la pel·lícula de 1939 They All Come Out. Després que Tourneur fos abandonat per MGM el 1941, va ser recollit per Lewton per filmar diverses pel·lícules de terror de baix pressupost aclamades per a RKO Pictures, com La dona pantera i I Passejant amb un zombie. Cat People, tot i que considerada una pel·lícula B i feta amb un pressupost limitat, es va distingir per un estil d'il·luminació i cinematografia que ha estat imitat innombrables vegades. Tourneur va ser ascendit a la llista A a RKO, dirigint pel·lícules com Out of the Past i Berlin Express. A la dècada de 1950, Tourneur es va convertir en director independent, filmant pel·lícules de diversos gèneres com Wichita, Anne of the Indies, Way of a Gaucho, Nightfall, El falcó i la fletxa, Stars In My Crown i La maledicció del diable. Les seves dues últimes pel·lícules, fetes per a American International Pictures i protagonitzada per Vincent Price, van ser The Comedy of Terrors (1963) i War-Gods of the Deep (1965).
Després dels seus últims dies treballant per al cinema, Tourneur va començar a dirigir episodis de televisió. Tourneur va filmar episodis de The Barbara Stanwyck Show, Bonanza, The Twilight Zone i The Alaskans. El crèdit final del director de Tourneur va ser per a un episodi de T.H.E. Cat el 1966. Tourneur després es va retirar i va tornar a França.
Va conèixer la seua dona, l'actriu Christiane Virideau, mentre assistia el seu pare en la producció del pel·lícula alemany de 1929 Das Schiff der Verlorenen Menschen. Tourneur va morir el 1977 a Bergerac al departament de la Dordonya a França.

## Filmografia
| Llargmetratges | Llargmetratges                                   | Llargmetratges |
| Any            | Pel·lícula                                       | Comentaris     |
| -------------- | ------------------------------------------------ | -------------- |
| 1931           | Tout ça ne vaut pas l'amour                      |                |
| 1933           | Toto                                             |                |
| 1933           | Pour être aimé                                   |                |
| 1934           | Les Filles de la concierge                       |                |
| 1938           | They All Come Out                                |                |
| 1939           | Nick Carter, Master Detective                    |                |
| 1940           | Phantom Raiders                                  |                |
| 1941           | Doctors Don't Tell                               |                |
| 1942           | Cat People                                       |                |
| 1943           | Passejant amb un zombie (I Walked with a Zombie) |                |
| 1943           | The Leopard Man                                  |                |
| 1944           | Days of Glory                                    |                |
| 1944           | Experiment Perilous                              |                |
| 1946           | Terra generosa (Canyon Passage)                  |                |
| 1947           | Retorn al passat (Out of the Past)               |                |
| 1948           | Berlin Express                                   |                |
| 1949           | Easy Living                                      |                |
| 1950           | Stars In My Crown                                |                |
| 1950           | El falcó i la fletxa (The Flame and the Arrow')  |                |
| 1951           | Circle of Danger                                 |                |
| 1951           | La dona pirata (Anne of the Indies)              |                |
| 1952           | Martín el gautxo (Way of a Gaucho)               |                |
| 1953           | Cita a Honduras (Appointment in Honduras)        |                |
| 1955           | Stranger on Horseback                            |                |
| 1955           | Wichita                                          |                |
| 1956           | Una pistola a l'alba (Great Day in the Morning)  |                |
| 1957           | Nightfall                                        |                |
| 1957           | La maledicció del diable (Night of the Demon)    |                |
| 1958           | Els fabricants de por (The Fearmakers)           |                |
| 1959           | Timbuktu                                         |                |
| 1959           | Frontier Rangers                                 |                |
| 1959           | La batalla de Marató (La battaglia di Maratona)  |                |
| 1964           | The Comedy of Terrors                            |                |
| 1965           | War-Gods of the Deep                             |                |

| Curtmetratges | Curtmetratges                     | Curtmetratges |
| Any           | Pel·lícula                        | Comentaris    |
| ------------- | --------------------------------- | ------------- |
| 1936          | The Jonker Diamond                |               |
| 1936          | Harnessed Rhythm                  |               |
| 1936          | Master Will Shakespear            |               |
| 1936          | Killer Dog                        |               |
| 1937          | The Grand Bounce                  |               |
| 1937          | The Boss Didn't Say Good Morning  |               |
| 1937          | The King Without a Crown          |               |
| 1937          | The Rainbow Pass                  |               |
| 1937          | Romance of Radium                 |               |
| 1937          | The Man in the Barn               |               |
| 1937          | What Do You Think?                |               |
| 1938          | What Do You Think? (Number Three) |               |
| 1938          | The Ship That Died                |               |
| 1938          | The Face Behind the Mask          |               |
| 1938          | What Do You Think?: Tupapaoo      |               |
| 1938          | Strange Glory                     |               |
| 1938          | Think It Over                     |               |
| 1939          | Yankee Doodle Goes to Town        |               |
| 1942          | The Incredible Stranger           |               |
| 1942          | The Magic Alphabet                |               |
| 1944          | Reward Unlimited                  |               |